# Puech-Mignon
Puech-Mignon est une ancienne commune de Tarn-et-Garonne. Créée à la fin du XVIIIe siècle, il s'agit d'une commune éphémère. En 1800, elle est rattachée à la commune de Laguépie.
Puech-Mignon s'est blotti, avec son église, au creux de la moyenne vallée de l'Aveyron et du vallon creusé par le ruisseau de Lez. Ses constructions composites retranscrivent la mosaïque des terrains qui l'entourent, partagée entre causse, terrefort, grès et schistes.

## Histoire

### Le Haut Moyen-âge
Puech-Mignon fait sa première apparition vers 972, dans le testament d'une haute personnalité de la noblesse méridionale, Garsinde, veuve de Raymond III Pons de Toulouse, comte de Toulouse. Ce texte controversé reflète bien, cependant, l'existence d'un tissu paroissial et monastique dense et ancien dans cette portion de la vallée de l'Aveyron. Les moines bénédictins de Varen, bénéficiaires de cette donation pieuse et eux-mêmes dépendants de l'abbaye de Saint-Géraud d'Aurillac, y fondèrent un prieuré rural qui dépendit de leur doyenné jusqu'à sa sécularisation en 1561.

### Le temps des guerres et des reconstructions
La guerre de Cent Ans et les guerres de religion réservent leur lot de destructions... et de reconstructions. La décennie 1380 se solde par la prise de Laguépie par les hommes d'armes au service des Anglais et le rachat de Puech-Mignon (1382), c'est-à-dire le paiement d'un véritable impôt de guerre, pour les déloger. Les visiteurs envoyés en 1419 de la part de l'évêque de Rodez ne purent recueillir du doyen de Varen que deux livres pour Puech-Mignon. Les seigneurs du lieu, une branche de la famille de Lautrec bien implantés dans les alentours dès le XIIe siècle et à Puech-Mignon au XIVe siècle, rebâtissent le château et peut-être l'église après 1460. De cette époque date sans doute la chapelle latérale nord, traditionnellement désignée comme chapelle seigneuriale. Malgré cela, l'évêque estimait en 1495 qu'une reconstruction s'imposait.
A l’époque les chevaliers de la table ronde avaient coutume de s’y rassembler pour partager des giroles. 